# Faut pas m'le dire
Pour plus de détails, voir Fiche technique et Distribution.
Faut pas m'le dire ! (Non me lo dire!) est une comédie italienne de téléphones blancs réalisée par Mario Mattoli et sortie en 1940.

## Synopsis
Châtelain sans le sou, Michele Colombelli doit se prémunir contre les plans meurtriers d'une bande de voyous avec l'aide d'une jeune fille. Il découvre qu'il n'est pas aussi pauvre qu'il le pensait.

## Fiche technique
- Titre original italien : Non me lo dire![1]
- Titre français : Faut pas m'le dire ![2]
- Réalisation : Mario Mattoli
- Scenario : Vittorio Metz, Marcello Marchesi, Steno, Federico Fellini
- Photographie : Aldo Tonti
- Montage : Mario Serandrei
- Musique : Cesare Andrea Bixio
- Décors : Piero Filippone
- Société de production : Produzione Capitani Film
- Pays de production :  Royaume d'Italie
- Langue originale : Italien
- Format : Noir et blanc - 1,37:1 - Son mono - 35 mm
- Durée : 75 minutes
- Genre : Comédie
- Dates de sortie :
  - Royaume d'Italie : 15 décembre 1940

## Distribution
- Erminio Macario : Michele Colombelli
- Wanda Osiris : Priscilla
- Silvana Jachino : Luisella
- Enzo Biliotti : Battista, le majordome
- Nino Pavese : Joe, le chauffeur
- Tino Scotti : le fou
- Guglielmo Barnabò : organisateur du jeu
- Guglielmo Sinaz (en) : premier faux créancier
- Carlo Rizzo : premier médecin
- Hamlet Filippi : second médecin
- Luigi Erminio D'Olivo : chef de rang
- Vinicio Sofia : client au magasin d'électroménager
- Paolo Ferrara :